# مارتون بيلاش
مارتون بيلاش (بالرومانية: Márton Balázs)‏ هو رياضياتي روماني، ولد في 17 يوليو 1929 في Lueta ‏ في رومانيا، وتوفي في 13 أبريل 2016 في كلوج نابوكا في رومانيا.